# 桃ノ井義衡
桃ノ井 義衡（もものい よしひら、1157年 - 1240年）は、平安時代末期の平家一門の武将、公卿、貴族。現桃井氏（ももいし）の祖。

## 生涯
仁安3年3月24日（西暦1168年）平清盛と共に剃髪し、義衡入道となる。
他の平家一門と並び、若くして叙位し、順調に昇進を重ね従三位、左近衛少将、上総介、弾正台という重要な位階及び官職に叙任している。

寿永4年（西暦1185年）源平合戦に敗れ、聖人を訪ねて都に戻り、弟子入りを許される。
建永2年、承元元年（西暦1207年）聖人が承元の法難により、越後へ流罪となるが、その寸前に桃ノ井義衡は、聖人の言により、下総国香取郡川辺村の明寺へ移る。
仁治元年（西暦1240年）83歳で病死する。

## 子孫
文明5年（西暦1473年）
桃ノ井義衡の子孫である西浄坊は蓮如上人に「西蓮寺」の寺号を許される。
西蓮寺は現在でも新潟県妙高市に現存しており、29世が住職に就いている。